# Ola Morten Græsli
Ola Morten Græsli (* 11. April 1980 in Tydal) ist ein ehemaliger norwegischer Nordischer Kombinierer.

## Werdegang
Græsli startete ab 2001 im B-Weltcup der Nordischen Kombination. Nachdem er dort gute Ergebnisse erzielen konnte, gab er am 1. Januar 2003 in Oberhof sein Debüt im Weltcup der Nordischen Kombination. Bereits in seinem vierten Weltcup erreichte er in Hakuba die Punkteränge. Bei der Nordischen Skiweltmeisterschaft 2003 in Val di Fiemme verpasste er mit der Mannschaft im Teamwettbewerb mit dem vierten Platz nur knapp die Medaillenränge. Im Sprint erreichte Græsli Platz sieben, im Gundersen den 15. Platz. Seine höchste Platzierung erreichte er in der Saison 2004/05 mit dem 16. Platz in der Weltcup-Gesamtwertung und dem 15. Platz der Sprintweltcup-Gesamtwertung. In seiner Karriere erreichte er insgesamt drei Mal das Podest, davon zweimal auf dem dritten Platz und einmal auf dem zweiten Platz. 2007 beendete Græsli seine aktive Karriere.
Auf nationaler Ebene gewann Græsli sechs Medaillen, darunter eine Goldene, die er gemeinsam mit Magnus Moan und Petter Tande mit der Staffel 2003 in Lillehammer gewann.
2013 übernahm Græsli eine Farm in Tydal und wurde im selben Jahr Leiter des Tydal-Bauernverbandes.
Er ist der Vater der Skispringerinnen und Nordischen Kombiniererinnen Kjersti Græsli und Ingrid Græsli.

## Statistik

### Weltcup-Platzierungen
| Saison  | Platz | Punkte |
| ------- | ----- | ------ |
| 2002/03 | 19.   | 216    |
| 2003/04 | 34.   | 111    |
| 2004/05 | 16.   | 244    |
| 2005/06 | 32.   | 166    |
| 2006/07 | 53.   | 020    |

### Grand-Prix-Platzierungen
| Saison | Platz | Punkte |
| ------ | ----- | ------ |
| 2003   | 26.   | 003    |
| 2005   | 14.   | 062    |